# L.R. Vicenza 2021-2022
Questa voce raccoglie le informazioni riguardanti il L.R. Vicenza nelle competizioni ufficiali della stagione 2021-2022.

## Stagione
La stagione 2021-2022 del Vicenza parte con il ritiro precampionato che, come consuetudine, si svolge presso l'Altopiano dei Sette Comuni. Vengono disputate tre amichevoli con squadre di serie A (Cagliari, Lecce e Sassuolo) mentre il primo impegno ufficiale vede la compagine biancorossa sfidare la neopromossa in massima serie Empoli per il primo turno di Coppa Italia. L'inizio del campionato è ampiamente al di sotto delle aspettative. Il 22 settembre (dopo la sconfitta a Ferrara contro la SPAL) Domenico Di Carlo viene esonerato dopo aver collezionato 5 sconfitte in 5 gare. Al suo posto viene chiamato Cristian Brocchi, ma nonostante diverse vittorie la squadra continua a non convincere. Anche il mercato riparatore di gennaio sembra non portare un'inversione di tendenza, tanto che la squadra continua a navigare tra gli ultimi posti, in piena zona retrocessione diretta. A quattro giornate dal termine della stagione regolare e dopo la sconfitta pattuita a Benevento, la società decide di provare a cambiare nuovamente allenatore, chiamando Francesco Baldini (rimasto svincolato per il fallimento del Catania Calcio), il quale conquista 3 vittorie su 4 partite (a Como contro i lariani, in casa contro il Lecce dopo un match combattuto e ad Alessandria), risultati che permettono ai biancorossi almeno di raggiungere i play-out proprio all'ultima giornata ai danni dei piemontesi (scavalcati in classifica dai berici per via dei vantaggi sugli scontri diretti) e condannandoli alla retrocessione diretta. I Play-out si sono disputati contro il Cosenza e la partita di andata al Menti viene vinta dai biancorossi (1-0) con rete di Maggio allo scadere del tempo regolamentare, ma al ritorno in Calabria allo stadio Marulla perdendo (2-0) con doppietta rossoblù firmata da Larrivey, la squadra veneta retrocede in Serie C dopo due anni in cadetteria.

## Divise e sponsor
Per la quarta stagione consecutiva lo sponsor tecnico è Lotto e lo sponsor principale di maglia è Diesel. Ad esso si affiancano i seguenti marchi:
- Aon e Protek sono sponsor del retro maglia per le partite in casa.
- Famila è lo sponsor per il retro maglia per le partite in trasferta.
- Legor è lo sponsor manica per le partite in casa.
- Pac è lo sponsor manica per le partite in trasferta.
- Fendt è lo sponsor dei pantaloncini neri della divisa away.

Viene scelto di mantenere lo stile delle maglie della precedente stagione con la divisa casalinga che riprende lo stile della casacca indossata nella stagione 1967-1968; dettaglio di rifinitura è un disegno a frecce tono su tono. I pali si interrompono frontalmente per far spazio allo sponsor principale e, in maniera più netta, sul retro onde collocarvi numeri e nomi dei giocatori. La "R" del Lanerossi è ricamata in blu sul petto. I pantaloncini sono bianchi e i calzettoni rossi. Il completo esterno (maglia, calzoni, calze) è in verde militare molto scuro, con un disegno torsale a strisce verticali "tono su tono"; loghi, personalizzazioni e rifiniture sono color oro. A disposizione vi sono anche un terzo completo bianco con finiture rosse nonché una quarta casacca, denominata "Icon", in cui le strisce biancorosse si scompongono in varie righe orizzontali e verticali distribuite irregolarmente.
| Casa | Trasferta | Terza | Quarta |

## Organigramma societario
Area direttiva
- Presidente: Stefano Rosso
- Consigliere Delegato: Denis Vigo
- Direttore Generale: Paolo Bedin
- Segretario Generale: Renato Schena
- Finance Manager: Elisabetta Alzeni
- Amministrazione: Federico Marchesini

Area comunicazione e marketing
- Marketing e Comunicazione: Sara Vivian
- Commerciale: Nicola Rossi
- Segreteria Marketing e Commerciale: Valeria Visentin
- Grafica: Stefano Sartore
- Stadio e logistica: Sergio Valerio, Elena Giavatto

Area sportiva
- Direttore Sportivo: Giuseppe Magalini (fino al 2 novembre 2021), poi Federico Balzaretti
- Team manager: Andrea Basso

Area tecnica
- Allenatore: Domenico Di Carlo (fino al 22 settembre 2021), poi Cristian Brocchi (dal 22 settembre all'11 aprile 2022), poi Francesco Baldini
- Allenatore in 2ª: Claudio Valigi (fino al 22 settembre 2021), poi Alessandro Lazzarini (dal 22 settembre all'11 aprile 2022), poi Luciano Mularoni
- Collaboratore tecnico: Stefano Baldini (dal 22 settembre 2021 all'11 aprile 2022), poi Davide Bertaccini
- Match analyst: Martino Sofia (fino al 22 settembre 2021), poi Davide Farina (dal 22 settembre 2021 all'11 aprile 2022)
- Preparatore atletico: Lorenzo Riela (fino al 22 settembre 2021), poi Piero Lietti e Ivan Robustelli (dal 22 settembre all'11 aprile 2022), poi Diego Gemignani
- Allenatore dei portieri: Marco Zuccher (fino al 6 ottobre 2021), poi Lorenzo Squizzi
- Allenatore Berretti: Guido Belardinelli
- Magazzinieri: Ermanno Zanolla, Ivana Spallino

Area sanitaria
- Responsabile medico: Mario Cionfoli
- Medico sociale: Diego Ave
- Infermiere professionale: Massimo Toniolo
- Fisioterapisti: Felice Zuin, Giacomo Toniolo

## Rosa
Rosa aggiornata al 13 gennaio 2022.
| N. |                          | Ruolo | Calciatore                    |
| -- | ------------------------ | ----- | ----------------------------- |
| 4  | Francia (bandiera)       | D     | Sebastien De Maio             |
| 5  | Francia (bandiera)       | C     | Anthony Taugourdeau           |
| 6  | Italia (bandiera)        | C     | Loris Zonta                   |
| 7  | Italia (bandiera)        | A     | Davide Lanzafame              |
| 7  | Italia (bandiera)        | C     | Michele Cavion                |
| 8  | Italia (bandiera)        | C     | Federico Proia                |
| 9  | Italia (bandiera)        | A     | Davide Diaw                   |
| 10 | Italia (bandiera)        | A     | Stefano Giacomelli (capitano) |
| 11 | Italia (bandiera)        | A     | Filippo Ranocchia             |
| 12 | Italia (bandiera)        | P     | Semuel Pizzignacco            |
| 13 | Italia (bandiera)        | D     | Nicola Pasini                 |
| 14 | Italia (bandiera)        | D     | Emanuele Padella              |
| 15 | Italia (bandiera)        | D     | Matteo Bruscagin              |
| 16 | Guinea-Bissau (bandiera) | C     | Janio Bikel                   |
| 17 | Italia (bandiera)        | D     | Riccardo Brosco               |
| 18 | Italia (bandiera)        | D     | Alessandro Di Pardo           |
| 19 | Italia (bandiera)        | D     | Mario Ierardi                 |
| 20 | Francia (bandiera)       | C     | Charles Boli                  |

| N. |                        | Ruolo | Calciatore          |
| -- | ---------------------- | ----- | ------------------- |
| 21 | Italia (bandiera)      | A     | Samuele Longo       |
| 21 | Italia (bandiera)      | P     | Nikita Contini      |
| 22 | Italia (bandiera)      | P     | Matteo Grandi       |
| 23 | Italia (bandiera)      | D     | Daniel Cappelletti  |
| 24 | Italia (bandiera)      | D     | Marco Calderoni     |
| 26 | Italia (bandiera)      | C     | Luca Crecco         |
| 27 | Italia (bandiera)      | C     | Simone Pontisso     |
| 30 | Italia (bandiera)      | C     | Luca Rigoni         |
| 34 | Italia (bandiera)      | A     | Nicola Dalmonte     |
| 35 | Italia (bandiera)      | D     | Christian Maggio    |
| 39 | Italia (bandiera)      | A     | Tommaso Mancini     |
| 69 | Italia (bandiera)      | A     | Riccardo Meggiorini |
| 70 | Paesi Bassi (bandiera) | A     | Alessio Da Cruz     |
| 73 | Italia (bandiera)      | D     | Thomas Sandon       |
| 91 | Polonia (bandiera)     | A     | Łukasz Teodorczyk   |
| 94 | Belgio (bandiera)      | D     | Jordan Lukaku       |
| 98 | Italia (bandiera)      | P     | Alessandro Confente |
| 99 | Italia (bandiera)      | C     | Leonardo Zarpellon  |

## Calciomercato

### Mercato estivo(dal 1º luglio al 31 agosto)
| Acquisti | Acquisti            | Acquisti   | Acquisti                         |
| R.       | Nome                | da         | Modalità                         |
| -------- | ------------------- | ---------- | -------------------------------- |
| P        | Nicolas Gerardi     | Inter      | definitivo                       |
| P        | Semuel Pizzignacco  | Legnago    | fine prestito                    |
| D        | Riccardo Brosco     | Ascoli     | definitivo                       |
| D        | Marco Calderoni     | Lecce      | definitivo                       |
| D        | Alessandro Di Pardo | Inter      | prestito                         |
| C        | Luca Crecco         | Pescara    | prestito con diritto di riscatto |
| C        | Nicola Dalmonte     | Genoa      | definitivo                       |
| C        | Federico Proia      | Cittadella | definitivo                       |
| C        | Filippo Ranocchia   | Juventus   | prestito                         |
| C        | Anthony Taugourdeau | Venezia    | definitivo                       |
| A        | Davide Diaw         | Monza      | prestito                         |

| Cessioni | Cessioni        | Cessioni  | Cessioni                                   |
| R.       | Nome            | a         | Modalità                                   |
| -------- | --------------- | --------- | ------------------------------------------ |
| P        | Pietro Perina   |           | svincolato                                 |
| D        | Jari Vandeputte | Catanzaro | prestito con obbligo di riscatto vincolato |
| C        | Davide Agazzi   | Ternana   | definitivo                                 |
| C        | Luca Barlocco   | Entella   | definitivo                                 |
| C        | Antonio Cinelli | Catanzaro | definitivo                                 |
| A        | Lamin Jallow    | Fehérvár  | prestito                                   |
| A        | Andrea Nalini   |           | svincolato                                 |

### Sessione invernale(dal 03/01 al 31/01)
| Acquisti         | Acquisti          | Acquisti  | Acquisti                         |
| R.               | Nome              | da        | Modalità                         |
| ---------------- | ----------------- | --------- | -------------------------------- |
| P                | Nikita Contini    | Napoli    | prestito                         |
| D                | Sebastien De Maio | Udinese   | definitivo                       |
| D                | Jordan Lukaku     | Lazio     | prestito                         |
| C                | Janio Bikel       | Vancouver | prestito con diritto di riscatto |
| C                | Charles Boli      | Lens      | prestito                         |
| C                | Michele Cavion    | Brescia   | prestito                         |
| A                | Alessio Da Cruz   | Parma     | prestito con diritto di riscatto |
| A                | Łukasz Teodorczyk | Udinese   | definitivo                       |
| Altre operazioni |                   |           |                                  |
| R.               | Nome              | da        | Modalità                         |

| Cessioni         | Cessioni            | Cessioni     | Cessioni      |
| R.               | Nome                | a            | Modalità      |
| ---------------- | ------------------- | ------------ | ------------- |
| P                | Semuel Pizzignacco  | Renate       | prestito      |
| D                | Marco Calderoni     | Cesena       | definitivo    |
| D                | Alessandro Di Pardo | Juventus U23 | fine prestito |
| D                | Mario Ierardi       | Pescara      | prestito      |
| C                | Simone Pontisso     | Pescara      | definitivo    |
| A                | Davide Lanzafame    |              | svincolato    |
| Altre operazioni |                     |              |               |
| R.               | Nome                | a            | Modalità      |

### Operazioni esterne alle sessioni
| Acquisti | Acquisti         | Acquisti | Acquisti         | Acquisti   |
| R.       | Nome             | da       | Data             | Modalità   |
| -------- | ---------------- | -------- | ---------------- | ---------- |
| D        | Christian Maggio |          | 21 febbraio 2022 | svincolato |

| Cessioni | Cessioni | Cessioni | Cessioni | Cessioni |
| R.       | Nome     | a        | Data     | Modalità |
| -------- | -------- | -------- | -------- | -------- |

## Risultati

### Serie B

#### Girone di andata
| Arbitro: | Marcenaro (Genova) |

|           |           |  |
| Frare 53’ | Marcatori |  |

| Arbitro: | Minelli (Varese) |

|  |           |                              |
|  | Marcatori | 49’ Ciano 80’ (rig.) Maiello |

| Arbitro: | Prontera (Bologna) |

|                     |           |                         |
| G. Gori 9’ Caso 61’ | Marcatori | 90+3’ (rig.) Meggiorini |

| Arbitro: | Massa (Imperia) |

|           |           |                                        |
| Proia 30’ | Marcatori | 43’ Touré 81’ Birindelli 90+2’ Mastinu |

| Arbitro: | Di Martino (Teramo) |

|                                  |           |                                   |
| Seck 30’ Viviani 53’ Colombo 62’ | Marcatori | 37’ (aut.) Capradossi 90+4’ Proia |

| Arbitro: | Santoro (Messina) |

|  |           |                       |
|  | Marcatori | 43’ (rig.) D. Ciofani |

| Arbitro: | Rapuano (Rimini) |

|                             |           |                                                                |
| Camporese 45’ Cambiaghi 55’ | Marcatori | 29’ Longo 43’ Di Pardo 81’ (rig.) Meggiorini 90+2’ Taugourdeau |

| Arbitro: | Gariglio (Pinerolo) |

|  |           |               |
|  | Marcatori | 30’ Gălăbinov |

| Arbitro: | Volpi (Arezzo) |

|                                                       |           |  |
| Palumbo 30’ Partipilo 40’, 66’ A. Donnarumma 56’, 73’ | Marcatori |  |

| Arbitro: | Pairetto (Nichelino) |

|             |           |                |
| Ierardi 73’ | Marcatori | 34’ Mazzitelli |

| Arbitro: | Baroni (Firenze) |

|                |           |  |
| Benedyczak 43’ | Marcatori |  |

| Arbitro: | Paterna (Teramo) |

|                               |           |          |
| Dionisi 19’ Brosco 42’ (aut.) | Marcatori | 61’ Diaw |

| Arbitro: | Abbattista (Molfetta) |

|                          |           |                                 |
| Proia 18’ Giacomelli 84’ | Marcatori | 21’ Palacio 40’, 81’ Bertagnoli |

| Arbitro: | Giua (Olbia) |

|  |           |                |
|  | Marcatori | 67’ Giacomelli |

| Arbitro: | Valeri (Roma) |

|                         |           |                                                |
| Crecco 77’ Dalmonte 88’ | Marcatori | 28’ R. Insigne 56’ (rig.) Lapadula 90+5’ Barba |

| Arbitro: | Manganiello (Pinerolo) |

|             |           |  |
| De Luca 49’ | Marcatori |  |

| Arbitro: | Rapuano (Rimini) |

|  |           |             |
|  | Marcatori | 10’ Vignali |

| Arbitro: | Guida (Torre Annunziata) |

|                         |           |                |
| Listkowski 28’ Coda 38’ | Marcatori | 88’ Meggiorini |

| Arbitro: | Aureliano (Bologna) |

|               |           |               |
| Diaw 26’, 77’ | Marcatori | 44’ Chiarello |

#### Girone di ritorno
| Arbitro: | Marini (Roma) |

|                                                     |           |                                   |
| Proia 9’ Da Cruz 45+3’ (rig.) Meggiorini 82’ (rig.) | Marcatori | 14’ Frare 20’ Okwonkwo 57’ Branca |

| Arbitro: | Giacomelli (Trieste) |

|                             |           |  |
| Gatti 44’ Pasini 47’ (aut.) | Marcatori |  |

| Vicenza 22 gennaio 2022, ore 14:00 CET 22ª giornata | L.R. Vicenza     | 0 – 0 referto | Cosenza | Stadio Romeo Menti (4 748 spett.)\| Arbitro: \| Maggioni (Lecco) \| |
| Arbitro:                                            | Maggioni (Lecco) |               |         |                                                                     |

| Arbitro: | Di Martino (Teramo) |

|                          |           |                     |
| Cohen 43’ Caracciolo 60’ | Marcatori | 17’ Cavion 22’ Diaw |

| Arbitro: | Aureliano (Bologna) |

|              |           |              |
| Cavion 45+2’ | Marcatori | 26’ G. Rossi |

| Cremona 19 febbraio 2022, ore 18:30 CET 25ª giornata | Cremonese      | 0 – 0 referto | L.R. Vicenza | Stadio Giovanni Zini (3 207 spett.)\| Arbitro: \| Colombo (Como) \| |
| Arbitro:                                             | Colombo (Como) |               |              |                                                                     |

| Arbitro: | Manganiello (Pinerolo) |

|             |           |  |
| Da Cruz 14’ | Marcatori |  |

| Arbitro: | Di Martino (Teramo) |

|                                               |           |             |
| Gălăbinov 37’ (rig.) Ménez 42’ Cortinovis 47’ | Marcatori | 80’ Padella |

| Arbitro: | Sacchi (Macerata) |

|                             |           |                   |
| Diaw 7’, 27’ Teodorczyk 45’ | Marcatori | 55’ A. Donnarumma |

| Arbitro: | Minelli (Varese) |

|                                                           |           |  |
| Sampirisi 9’ Barberis 84’ Pasini 90’ (aut.) Mancuso 90+1’ | Marcatori |  |

| Arbitro: | Pezzuto (Lecce) |

|  |           |            |
|  | Marcatori | 32’ Tutino |

| Arbitro: | Santoro (Messina) |

|                               |           |  |
| Zonta 85’ Bellusci 89’ (aut.) | Marcatori |  |

| Arbitro: | Gariglio (Pinerolo) |

|                            |           |  |
| Moreo 28’ Pajač 45’ (rig.) | Marcatori |  |

| Arbitro: | Baroni (Firenze) |

|                    |           |            |
| Schnegg 29’ (aut.) | Marcatori | 40’ Marras |

| Arbitro: | Maggioni (Lecco) |

|             |           |  |
| Viviani 61’ | Marcatori |  |

| Arbitro: | Ayroldi (Molfetta) |

|             |           |                      |
| Dalmonte 2’ | Marcatori | 17’ Curado 57’ Segre |

| Arbitro: | Serra (Torino) |

|  |           |                           |
|  | Marcatori | 36’ Brosco 82’ Meggiorini |

| Arbitro: | Mariani (Aprilia) |

|                                    |           |               |
| Diaw 90+4’ (rig.) Ranocchia 90+13’ | Marcatori | 69’ Strefezza |

| Arbitro: | Chiffi (Padova) |

|  |           |             |
|  | Marcatori | 23’ De Maio |

### Play-out
| Arbitro: | Maresca (Napoli) |

|            |           |  |
| Maggio 90’ | Marcatori |  |

| Arbitro: | Massa (Imperia) |

|                          |           |  |
| Larrivey 46’, 67’ (rig.) | Marcatori |  |

### Coppa Italia
| Arbitro: | Sacchi (Macerata) |

|                                               |           |                            |
| Bajrami 11’ Haas 30’ Mancuso 37’ Crociata 88’ | Marcatori | 39’ Dalmonte 56’ Lanzafame |

## Statistiche

### Statistiche di squadra
Statistiche aggiornate al 20 maggio 2022
| Competizione | Punti       | In casa | In casa | In casa | In casa | In casa | In casa | In trasferta | In trasferta | In trasferta | In trasferta | In trasferta | In trasferta | Totale | Totale | Totale | Totale | Totale | Totale | DR  |
| Competizione | Punti       | G       | V       | N       | P       | Gf      | Gs      | G            | V            | N            | P            | Gf           | Gs           | G      | V      | N      | P      | Gf     | Gs     | DR  |
| ------------ | ----------- | ------- | ------- | ------- | ------- | ------- | ------- | ------------ | ------------ | ------------ | ------------ | ------------ | ------------ | ------ | ------ | ------ | ------ | ------ | ------ | --- |
| Serie B      | 31          | 19      | 5       | 5       | 9       | 22      | 26      | 19           | 4            | 2            | 13           | 15           | 33           | 38     | 9      | 7      | 22     | 37     | 59     | -22 |
| Play-out     | -           | 1       | 1       | 0       | 0       | 1       | 0       | 1            | 0            | 0            | 1            | 0            | 2            | 2      | 1      | 0      | 1      | 1      | 2      | -1  |
| Coppa Italia | Primo turno | 0       | 0       | 0       | 0       | 0       | 0       | 1            | 0            | 0            | 1            | 2            | 4            | 1      | 0      | 0      | 1      | 2      | 4      | -2  |
| Totale       | -           | 20      | 6       | 5       | 9       | 23      | 26      | 20           | 2            | 2            | 16           | 17           | 43           | 38     | 7      | 7      | 24     | 40     | 65     | -25 |

### Andamento in campionato
| Giornata  | 1  | 2  | 3  | 4  | 5  | 6  | 7  | 8  | 9  | 10 | 11 | 12 | 13 | 14 | 15 | 16 | 17 | 18 | 19 | 20 | 21 | 22 | 23 | 24 | 25 | 26 | 27 | 28 | 29 | 30 | 31 | 32 | 33 | 34 | 35 | 36 | 37 | 38 |
| --------- | -- | -- | -- | -- | -- | -- | -- | -- | -- | -- | -- | -- | -- | -- | -- | -- | -- | -- | -- | -- | -- | -- | -- | -- | -- | -- | -- | -- | -- | -- | -- | -- | -- | -- | -- | -- | -- | -- |
| Luogo     | T  | C  | T  | C  | T  | C  | T  | C  | T  | C  | T  | T  | C  | T  | C  | T  | C  | T  | C  | C  | T  | C  | T  | C  | T  | C  | T  | C  | T  | C  | C  | T  | C  | T  | C  | T  | C  | T  |
| Risultato | P  | P  | P  | P  | P  | P  | V  | P  | P  | N  | P  | P  | P  | V  | P  | P  | P  | P  | V  | N  | P  | N  | N  | N  | N  | V  | P  | V  | P  | P  | V  | P  | N  | P  | P  | V  | V  | V  |
| Posizione | 16 | 18 | 18 | 18 | 19 | 20 | 19 | 19 | 19 | 19 | 19 | 19 | 19 | 19 | 19 | 19 | 20 | 20 | 20 | 19 | 20 | 19 | 19 | 19 | 19 | 18 | 18 | 18 | 18 | 18 | 17 | 18 | 18 | 18 | 18 | 18 | 18 | 17 |

Fonte:  Serie B – Classifica, su legab.it. URL consultato il 16 agosto 2021 (archiviato dall'url originale il 20 ottobre 2020).
Legenda:

Luogo: C = Casa; T = Trasferta. Risultato: V = Vittoria; N = Pareggio; P = Sconfitta.